# Alemparte (Lalín)
Alemparte (oficialmente Santa María de Alemparte) es una parroquia española del municipio de Lalín, perteneciente a la provincia de Pontevedra, en la comunidad autónoma de Galicia.

## Historia
Hacia mediados del siglo XIX, el lugar, ya por entonces perteneciente a Lalín, tenía contabilizada una población de 55 habitantes. Aparece descrito en el primer volumen del Diccionario geográfico-estadístico-histórico de España y sus posesiones de Ultramar de Pascual Madoz con las siguientes palabras:

ALEMPARTE (Sta. Maria del): felig. en la prov. de Pontevedra (10 leg.), dióc. de Lugo (11), part. jud. y ayunt. de Lalin (1), sit. á la márg. izq. del r. Arnego, en un alto á la falda meridional de una montaña: su clima es frio y poco sano. La igl. parr. (Sta. María) es de patronato real y ecl. y el curato de entrada: su térm. confina con los de Albarellos y Castro de Cabras: el terreno es áspero y quebrado; la parte destinada á cultivo de mediana calidad: los caminos locales y malos: el correo se recibe en Lalin: prod.: centeno, maiz, patatas, algun trigo y poco arbolado: cria ganado vacuno y de cerda que se presenta en las ferias ó mercados mensuales de la cap. del part. Pobl. 11 vec.: 55 alm.: contr. con su ayunt. (V.).
(Madoz, 1845, p. 525)

En 2022, tenía empadronados veinticuatro habitantes.